# Against All Odds (2012)
Against All Odds (2012) foi um evento de wrestling profissional em formato pay-per-view realizado pela Total Nonstop Action Wrestling, ocorreu no dia 12 de fevereiro de 2012 no Impact Wrestling Zone na cidade de Orlando, Florida. Esta foi a oitava edição da cronologia do Against All Odds.

## Antes do evento
Against All Odds teve lutas de wrestling profissional envolvendo diferentes lutadores com rivalidades e storylines pré-determinadas que se desenvolveram no Impact Wrestling — programa de televisão da Total Nonstop Action Wrestling (TNA). Os lutadores interpretaram um vilão ou um mocinho seguindo uma série de eventos para gerar tensão, culminando em várias lutas.

## Resultados
| #                              | Lutas                                                                | Estipulação                                                               | Duração |
| ------------------------------ | -------------------------------------------------------------------- | ------------------------------------------------------------------------- | ------- |
| 1                              | Zema Ion derrotou Jesse Sorensen por contagem.                       | Singles match para definir o desafiante nº um TNA X Division Championship | 04:04   |
| 2                              | Robbie E (c) (com Robbie T) derrotou Shannon Moore                   | Singles match pelo TNA Television Championship                            | 09:32   |
| 3                              | Samoa Joe e Magnus derrotaram Crimson e Matt Morgan (c)              | Tag Team match pelo TNA World Tag Team Championship                       | 09:58   |
| 4                              | Gail Kim (c) (com Madison Rayne) derrotou Tara                       | Singles match pelo TNA Knockouts Championship                             | 06:50   |
| 5                              | Austin Aries (c) derrotou Alex Shelley por submissão.                | Singles match pelo TNA X Division Championship                            | 15:08   |
| 6                              | Kazarian (com Christopher Daniels) derrotou A.J. Styles              | Singles match                                                             | 18:45   |
| 7                              | Gunner (com Eric Bischoff) derrotou Garett Bischoff (com Hulk Hogan) | Singles match                                                             | 12:01   |
| 8                              | Bobby Roode (c) derrotou Jeff Hardy, James Storm e Bully Ray         | 4-Way match pelo TNA World Heavyweight Championship                       | 15:08   |
| (c) - Campeão(s) antes da luta |                                                                      |                                                                           |         |